# Gusau
Gusau   este un oraș  în  Nigeria. Este reședința  statului  Zamfara .